# Au bord du monde (film)
Pour les articles homonymes, voir Au bord du monde.
Pour plus de détails, voir Fiche technique et Distribution.
Au bord du monde est un documentaire français réalisé par Claus Drexel et sorti en salles en 2014. Il a été  présenté au Festival de Cannes 2013 et nommé pour le Prix Louis-Delluc 2014.

## Synopsis
Au bord du monde décrit le quotidien d'une dizaine de sans-abri vivant à Paris, à travers une série d'interviews et de conversations libres. Avec les histoires de Christine, Jeni, Wenceslas, Pascal ou Henri, le film met en exergue la solitude et la misère dans la foule d'une grande ville.

## Fiche technique
- Titre : Au bord du monde
- Réalisation : Claus Drexel
- Scénario : Claus Drexel
- Photographie : Sylvain Leser
- Son : Nicolas Basselin
- Montage : Anne Souriau
- Montage son : Hervé Guyader
- Bruitage : Christophe Bourreau
- Mixage : Anne-Laure François
- Musique : Wagner, Puccini
- Étalonnage : Mathilde Delacroix
- Production : Céline Farmachi, Florent Lacaze, Grégory Mathieu
- Société(s) de production : Daisy Day Films
- Société(s) de distribution : Daisy Day Films
- Pays d'origine :  France
- Langue originale : français
- Format : couleur
- Genre : documentaire
- Durée : 98 minutes
- Dates de sortie :
  - France : 21 mai 2013 (Festival de Cannes)
  - France : 22 janvier 2014 (sortie nationale)

## Distinctions

### Récompenses
- Festival International du Documentaire de Thessalonique 2014 : Prix International de la FIPRESCI
- Grand Prix du 30e Festival international du film francophone de Stuttgart/Tübingen
- Grand Prix (catégorie documentaires) : Festival de Nador (Maroc)
- Prix La Croix du Documentaire 2014

### Nominations et sélections
- Festival de Cannes 2013 (programmation de l'ACID)[1]
- Festival international du film de Vancouver 2013 : sélection « Spotlight on France »
- Festival international du film grolandais de Toulouse : sélection « A Côté »
- Gindou, 29e édition des Rencontres Cinéma
- 15e Festival du Cinéma européen en Essonne
- Prix Louis-Delluc 2014 (nomination)

## Autour du film
Au bord du monde a été réalisé avec le soutien de plusieurs associations spécialisées dans le soutien aux sans domicile fixe, dont Médecins du monde, La Mie de pain, Action Froid, CASH (Centre d'accueil et de soins hospitaliers) de Nanterre, Les enfants du canal, le Collectif les Morts de la Rue, Aux captifs la libération, Toit à moi, Le Secours catholique, la Ligue des droits de l'homme et l'association Aurore.

## Réception
- Selon Pierre Murat de Télérama, Claus Drexel ne filme pas les sans abris, « comme beaucoup avant lui, avec une pitié maladroite. Il en fait, au contraire, de purs héros tragiques, victimes de forces qui les dépassent et qui les broient ». Il conclut sa critique en désignant le travail réalisé comme une « démarche passionnante » et une « réussite totale[2] ».
- Pour Laura Tuillier, dans les Cahiers du cinéma, le film envisage le territoire urbain comme un décor de fiction et « crée des images à l'aura surprenante, presque fantastique, en format scope, loin de tout misérabilisme visuel, et intensifie ainsi la présence de ceux que la politique du territoire, activité diurne, écarte et oublie[3] ».
- Dans Le Monde, Isabelle Regnier écrit : « le spectateur ne peut détourner le regard, et n'en a nulle envie. Le temps du film, ces SDF ont quitté l'état de spectre. Ils sont devenus ses frères[4]. »